# He Youzhi
He Youzhi (chinois : 賀友直 ; pinyin : Hè Yǒuzhí) est un auteur de bandes dessinées chinois, né en novembre 1922 près de Shanghai, et mort le 16 mars 2016. 
Il commence à dessiner professionnellement en 1949. Il a effectué une grande partie de sa carrière avec des œuvres nettement politisées telles que la Combe ensoleillée (1979) qui raconte comment une jeune fille futile, désirant entamer une carrière d'actrice, se résigne à devenir paysanne, sous la pression amicale mais insistante de tout un village. Professeur à l'Institut central des Beaux-Arts à Pékin, il y crée le département de bandes dessinées (Lianhuanhua). Affecté aux éditions nationales, il y occupera le poste de dessinateur mais aussi celui de « rédacteur de dessin ».
Dans les années 1980, il publie un album d'inspiration autobiographique (publié en France sous le titre de Images enchaînées, édité par le musée des Beaux-Arts d'Angoulême). Il est considéré comme un des plus grands maîtres du dessin en Chine et le musée d'art de Shanghai (Shanghai Art Museum) lui consacre une exposition permanente. Ses œuvres ont connu des tirages extraordinaires.

## Œuvre
- 福贵, Fú guì
- 火车上的战斗, huǒchē shàng de zhàndòu
- 山乡巨变, shān xiāng jùbiàn
- 白光, báiguāng, “Lumière blanche”, d'après une nouvelle de Lu Xun (1881-1936)
- 朝阳沟, zhāoyáng gōu
- 连升三级, lián shēng sān jí
- 十五贯, shíwǔ guàn
- 小二黑结婚, xiǎo èr hēi jiéhūn
- 申江风情录, shēn jiāng fēngqíng lù
- 孔老二罪恶的一生, kǒng lǎo èr zuì'è de yīshēng

### Ouvrages en français
- Images enchaînées, éd. Amitiés franco-chinoises, 1988  (ISBN 2-907318-00-4)
- Mes années de jeunesse, éditions de l'An 2, 2005  (ISBN 2-84856-031-2)
- Cent métiers du vieux Shanghai, éditions de l'An 2, 2006  (ISBN 2-84856-062-2)
- La Combe ensoleillée, in « Bandes dessinées chinoises », catalogue d'exposition au Centre national d'art et de culture Georges-Pompidou, 1982  (ISBN 2-85850-144-0)
- Cao Chong pèse l'éléphant (chinois : 曹冲称象 ; pinyin : Cáochōng chēng xiàng), Ed. en langues étrangères, Pékin, 1982, 90 pages.

## Style
Ses dessins sont sobres et se focalisent sur l'essentiel. Ses compositions se « construisent par le vide », à savoir qu'elles sont basées sur le principe très important en peinture chinoise de l'équilibre entre le vide et le plein, « c’est-à-dire le rapport entre les espaces peints et les espaces non peints ». Le vide, ce qui n'est pas dessiné, est souvent quand même signifiant dans le dessin, par exemple pour représenter les nuages, la brume, la terre, l'eau, etc. Selon ce principe, qui renvoie à la philosophie du Yin et du Yang,  « l’univers émane du Vide, comme la peinture « sort » de la blancheur du papier ou de la soie. […] ce que le peintre fait apparaître avec l’encre représente le Plein, le cosmos, ce qui est engendré par le Vide ». He Youzhi suit attentivement ce principe : « Je fais attention au vide, aux compositions mais en même temps, je cache mes études de composition derrière une vision assez simple, assez ordinaire qui favorise le sujet, la situation en train de se produire. La composition est finalement assez étudiée, avec des vides, et des pleins, qui se joue un peu à la façon des compositions des sceaux. ». Néanmoins, alors que la peinture chinoise traditionnelle utilise les divers dégradés de l’encre diluée pour jouer du vide et du plein, He Youzhi n'utilise quasiment que des traits au pinceau d’épaisseur régulière et fine, sans aplat d’encre ni utilisation de trame.

## Sources
- (zh) Cet article est partiellement ou en totalité issu de l’article de Wikipédia en chinois intitulé « 贺友直 » (voir la liste des auteurs).